# Jelena Migunowa
Jelena Siergiejewna Migunowa (ros. Елена Сергеевна Мигунова; ur. 4 stycznia 1984 w Kazaniu) – rosyjska lekkoatletka, sprinterka.
W 2008 Migunowa biegła na drugiej zmianie rosyjskiej sztafety 4 x 400 metrów w eliminacjach podczas igrzysk olimpijskich w Pekinie. W finale Rosjanki (już bez Migunowej) sięgnęły po srebrny medal. W 2008 Migunowa biegła w rosyjskiej sztafecie 4 x 400 metrów w eliminacjach podczas igrzysk olimpijskich w Pekinie. W finale Rosjanki (już bez Wieszkurowej) sięgnęły po srebrny medal. Jednak w 2016 r. powtórne przebadanie próbek pobranych od Anastasiji Kapaczinskiej ujawniło w jej organizmie obecność sterydów anabolicznych i w konsekwencji sztafeta utraciła medal. Również u drugiej zawodniczki rosyjskiej sztafety - Tatjany Firowej wykryto środki niedozwolone. W 2006 na mistrzostwach Europy w Göteborgu Migunowa biegła w eliminacjach sztafety 4 x 400 m, w finale nie znalazła się w składzie, jednak jej również przypadł złoty medal tej imprezy.

## Osiągnięcia
- dwa medale młodzieżowych mistrzostw Europy (Erfurt 2005, złoto w sztafecie 4 x 400 metrów oraz brąz na 400 metrów)
- złoto Uniwersjady (sztafeta 4 x 400 m, Izmir 2005)
- 1. miejsce podczas Superligi Pucharu Europy (sztafeta 4 x 400 m, Malaga 2006)
- złoto halowych mistrzostw Europy (Paryż 2011)

## Rekordy życiowe
- bieg na 400 m – 50,59 (2008)
- bieg na 400 m (hala) – 51,79 (2010)
- bieg na 500 m (hala) – 1:09,43 (2010)